# Limonium gueneri
Limonium gueneri är en triftväxtart som beskrevs av Dogan, H.Duman och Akaydin. Limonium gueneri ingår i släktet rispar, och familjen triftväxter. Inga underarter finns listade i Catalogue of Life.